# レーザーメス

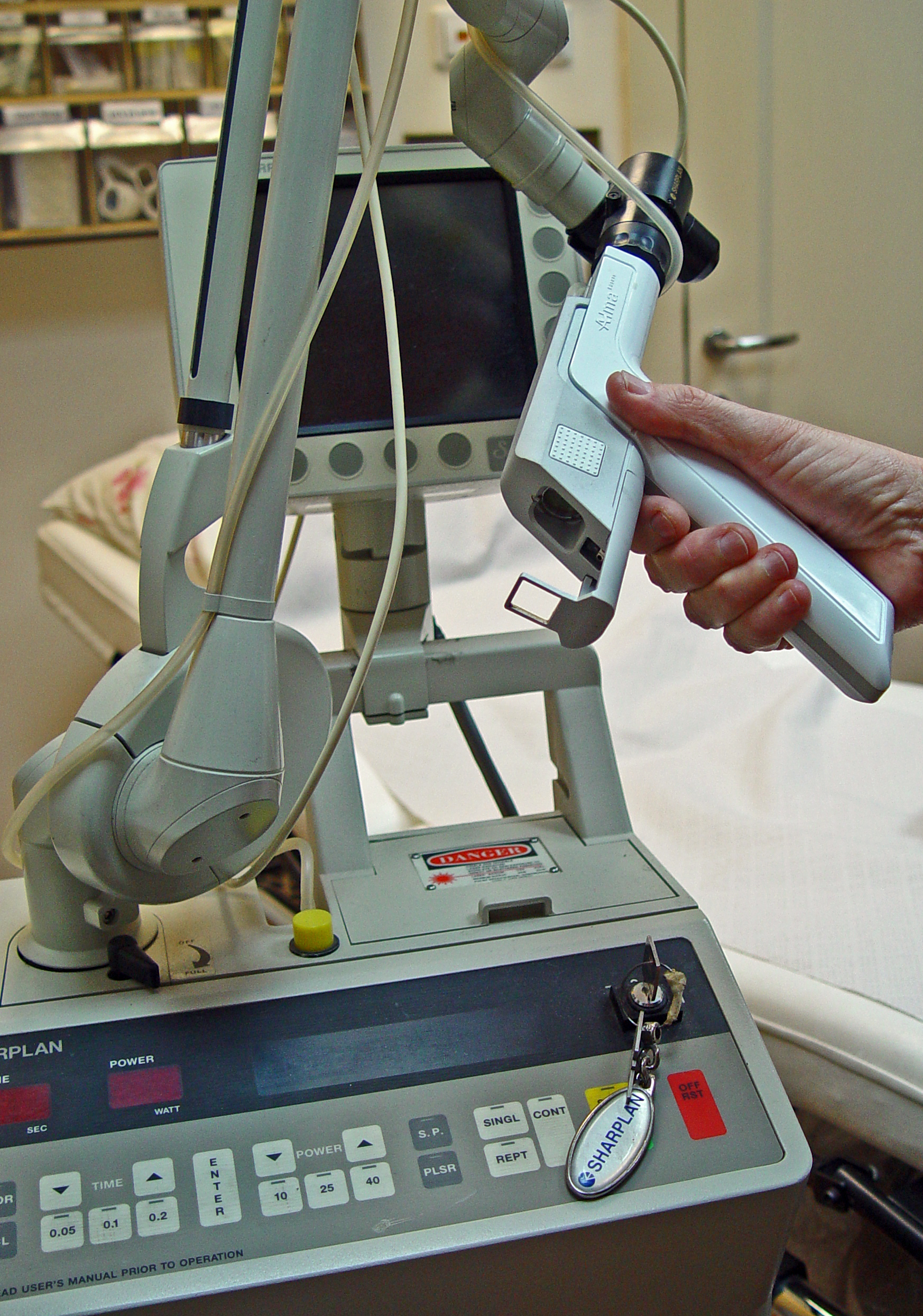
レーザーメス

レーザーメス（英: laser scalpel、英: laser surgical unit）は、医療機器（装置）の一つ。主に外科手術において、レーザー光線の熱エネルギーを応用し、メスとしての役割を担う。
英: laser＋蘭: mesという呼称は和製英語である。

## 用途
「切開」や、体内腫瘍・痔・ほくろなどの「切除」「焼灼」「蒸発」を目的とする。
眼科（イントラレーシック）、美容外科、歯科、獣医科など幅広く用いられる。

## 特徴
電気メスと違い、体に高周波電流を流さないという特徴がある。電気メスと同様、止血効果（血液の凝固）もある。

## 種類
- 半導体レーザー

他のレーザーメスに比べ、小型化が可能。ペン型半導体レーザー「iLase（アイレーズ）」などもある。
- アルゴンイオンレーザー

青色や緑色の光。水に吸収されにくく、赤色（血液の色）に吸収されやすい。
- Nd:YAGレーザー
- CO2レーザー（炭酸ガスレーザー）[7]

## 関連文献
- 『図解 レーザーのはなし』 谷腰欣司 - （日本実業出版社、2000年）